# 桥本乙次
桥本乙次（？—？）日本人，日本官员、学者。

## 生平
桥本乙次曾任满洲国大同学院教授。1937年10月15日晋北自治政府成立，桥本乙次出任财政厅顾问。

## 著作
- 橋本乙次, 岸道三追悼錄, 岸道三追悼錄刊行會, 1964